# Président du Conseil privé du Roi pour le Canada
Le président du Conseil privé du Roi pour le Canada (anglais : President of the King's Privy Council for Canada) est la personne formellement chargée de présider le Conseil privé au Canada. 
Dans les faits, il s'agit d'une fonction principalement honorifique, le Conseil privé ne se réunissant au complet que pour des évènements formels ou protocolaires, tel que l'accession d'un nouveau monarque au trône ou le mariage de l'héritier. La fonction est équivalente à celle de Lord Président du Conseil au Royaume-Uni.
Le poste est ainsi attribué à l'un des ministres du cabinet. Par le passé, il était attribué au Leader du gouvernement à la Chambre des communes mais depuis 1993, il s'agit généralement du ministre des Affaires intergouvernementales.

## 1867 à 1911
- 1867-68 : Adam Johnston Ferguson Blair
- 1868-69 : Joseph Howe
- 1869-70 : Edward Kenny
- 1870-72 : Charles Tupper
- 1872-73 : John O'Connor
- 1874-75 : Lucius Seth Huntington
- 1875-77 : Joseph Édouard Cauchon
- 1877-78 : Dominick Edward Blake
- 1878-80 : John O'Connor
- 1880 : Louis François Rodrigue Masson
- 1880-81 : Joseph-Alfred Mousseau
- 1881-82 : Archibald Woodbury McLelan
- 1883-89 : John Alexander MacDonald
- 1889-91 : Charles Carroll Colby
- 1891-92 : John Joseph Caldwell Abbott
- 1892-94 : William Bullock Ives
- 1894-96 : sir Mackenzie Bowell
- 1896 : Auguste-Réal Angers
- 1896-1911 : sir Wilfrid Laurier

## 1911 à 1980
- 1911-17 : sir Robert Laird Borden
- 1917-20 : Newton Wesley Rowell
- 1920-21 : James Alexander Calder
- 1921 : Louis-Philippe Normand
- 1921-26 : William Lyon Mackenzie King
- 1926 : Arthur Meighen
- 1926-30 : William Lyon Mackenzie King
- 1930-35 : Richard Bedford Bennett
- 1935-48 : William Lyon Mackenzie King
- 1948-57 : Louis Stephen St. Laurent
- 1957-61 : poste vacant
- 1961-62 : Noël Dorion
- 1962-63 : John George Diefenbaker
- 1963-64 : Maurice Lamontagne
- 1964-65 : George McIlraith
- 1965-67 : Guy Favreau
- 1967-68 : Walter Lockart Gordon
- 1968 : Pierre Elliott Trudeau
- 1968 : Allan Joseph MacEachern
- 1968-70 : Donald Stovel Macdonald
- 1970-74 : Allan Joseph MacEachern
- 1974-76 : Mitchell William Sharp
- 1976-79 : Allan Joseph MacEachern
- 1979-80 : poste vacant

## depuis 1980
- 1980-1984 : Yvon Pinard
- 1984 : André Ouellet
- 1984-1986 : Ray Hnatyshyn
- 1985-1991 : Donald Frank Mazankowski
- 1991-1993 : Joe Clark
- 1993 : Pierre Blais
- 1993-1996 : Marcel Massé
- 1996-2003 : Stéphane Dion
- 2003-2004 : Denis Coderre
- 2004-2006 : Lucienne Robillard
- 2006 : Michael Chong
- 2006-2007 : Peter Van Loan
- 2007-2008 : Rona Ambrose
- 2008-2011 : Josée Verner
- 2011-2013 : Peter Penashue
- 2013-2015 : Denis Lebel
- 2015-2017 : Maryam Monsef
- 2017-2018 : Karina Gould
- 2018-2021 : Dominic LeBlanc
- 2021-2023 : Bill Blair
- 2023-2025 : Harjit Sajjan
- depuis 2025 : Dominic LeBlanc